# Apple A6X
Chiếc Apple A6X là chip SoC 32-bit được thiết kế bởi Apple Inc.. Chip được giới thiệu cùng thời điểm ra mắt iPad thế hệ thứ 4 vào ngày 23 tháng 10 năm 2012. Đây là một biến thể hiệu suất cao của chiếc Apple A6 và là chiếc chip 32-bit cuối cùng Apple sử dụng trên thiết bị iOS trước khi Apple chuyển sang chip 64-bit. Apple cho biết chip A6X có hiệu suất CPU và GPU có thể gấp lên tới hai lần so với chip tiền nhiệm Apple A5X.  Apple ngừng cung cấp các bản cập nhật phần mềm cho iPad thế hệ thứ 4 vào 2019 với sự ra mắt của iOS 10.3.4 dành cho các thiết bị di động, từ đó chính thức ngừng hỗ trợ cho chiếc chip này sau khi hãng ngừng sản xuất thiết bị với sự ra mắt của iOS 11 vào 2017.

## Thiết kế
Apple A6X là chip được sử dụng trên dòng iPad thế hệ thứ tư. Theo Apple thì A6X có tốc độ nhanh hơn A6 2 lần, có CPU 2 nhân và 4 nhân đồ họa. Chip A6X có xung nhịp lên tới 1.4 GHz với ARMv7-A được thiết kế bởi Apple Inc., kiến trúc dual-core CPU của nó được gọi là Swift, giới thiểu với Apple A6. Nó có chiếc PowerVR SGX554MP4 graphics processing unit với 4 nhân GPU chạy ở 300 MHz và bộ nhớ 4 luồng với hệ thống bố nhớ con. Nó có bộ nhớ LPDDR2-1066 DRAM, tăng tốc độ băng thông bộ nhớ lên tới 17 GB/s.
Không giống như chiếc A6, nhưng giống như chiếc A5X, máy truyền nhiệt của chiếc Apple A6X, không có RAM, và không phải là Package on Package (PoP) assembly. Nó có một chiếc die với diện tích là 123 mm2, 30% to hơn chiếc A6.. Chiếc A6X được gia công bởi Samsung và sau này là hãng điện tử Đài Loan TSMC vì một vụ bất đồng với hãng cũ. 

## Các món hàng chứa A6X
iPad thế hệ thứ 4